# آل امساكت (لودر)

تعديل مصدري - تعديل

آل امساكت هي إحدى قرى عزلة زارة بمديرية لودر التابعة لمحافظة أبين، بلغ تعداد سكانها 91 نسمة حسب تعداد اليمن لعام 2004.